# 2012-es Budapest Grand Prix
A 2012-es Budapest Grand Prix női tenisztornát Budapesten rendezték meg 2012. április 30. és május 5. között. A verseny International kategóriájú, összdíjazása 220 000 dollár volt. A mérkőzéseket a Római Teniszakadémia salakos pályáin játszották, 2012-ben tizennyolcadik alkalommal.

## Győztesek
Egyéniben a győzelmet Sara Errani szerezte meg, a fináléban 7–5, 6–4-re legyőzve az orosz Jelena Vesznyinát. Errani pályafutása ötödik egyéni tornagyőzelmét aratta, a 2012-es szezonban a harmadikat, mindhármat salakos borításon (korábban Acapulcóban és Barcelonában tudott győzni). Utoljára 2006-ban sikerült egy játékosnak megnyernie három egymást követő salakos versenyét, akkor Nagyja Petrova hajtott végre hasonló bravúrt. Errani ezzel zsinórban tizenöt mérkőzésen hagyta el győztesen a pályát ezen a borításon, ami Gyinara Szafina 2009-ben elért tizenhatos sorozata óta a legjobb. Vesznyina pályafutása hatodik WTA-döntőjét játszotta egyéniben, s mind a hatot elveszítette.
A párosok viadalát egy szlovák duó, Janette Husárová és Magdaléna Rybáriková nyerte meg, miután a fináléban 6–4, 6–2-re legyőzték a Eva Birnerová–Michaëlla Krajicek-kettőst. A 37 éves Husarová pályafutása huszonötödik páros WTA-győzelmét aratta, Budapesten a negyediket, mivel 2001-ben Tathiana Garbinnal, 2006-ban Michaëlla Krajicekkel, 2008-ban pedig Alizé Cornet-val is nyerni tudott a magyar fővárosban. Rybáriková először győzött párosban egy WTA-versenyen.

## Döntők

### Egyéni
Sara Errani –  Jelena Vesznyina 7–5, 6–4

### Páros
Janette Husárová /  Magdaléna Rybáriková –  Eva Birnerová /  Michaëlla Krajicek 6–4, 6–2

## Világranglistapontok és pénzdíjazás

### Pontok
| Eredmény           | Egyéni | Páros |
| ------------------ | ------ | ----- |
| Győzelem           | 280    | 280   |
| Döntő              | 200    | 200   |
| Elődöntő           | 130    | 130   |
| Negyeddöntő        | 70     | 70    |
| 16 között          | 30     | 1     |
| 32 között          | 1      | –     |
| Főtáblára jutás    | 10     | –     |
| Selejtező (döntő)  | 6      | –     |
| Selejtező (1. kör) | 1      | –     |

### Pénzdíjazás
A torna összdíjazása a többi International versenyhez hasonlóan 220 000 amerikai dollár volt. Az egyéni bajnok 37 000 dollárt, a győztes páros együttesen 11 000 dollárt kapott.
| Eredmény           | Egyéni   | Páros    |
| ------------------ | -------- | -------- |
| Győzelem           | 37 000 $ | 11 000 $ |
| Döntő              | 19 100 $ | 5750 $   |
| Elődöntő           | 10 400 $ | 3100 $   |
| Negyeddöntő        | 5625 $   | 1650 $   |
| 16 között          | 3100 $   | 860 $    |
| 32 között          | 1825 $   | –        |
| Selejtező (döntő)  | 850 $    | –        |
| Selejtező (1. kör) | 440 $    | –        |